# Dominik Dinga
Dominik Dinga (in serbo Доминик Динга?; Novi Sad, 7 aprile 1998) è un calciatore serbo, difensore del Voždovac.

## Statistiche

### Presenze e reti nei club
Statistiche aggiornate all'11 marzo 2018.
| Stagione        | Squadra         | Campionato      | Campionato | Campionato | Coppe nazionali | Coppe nazionali | Coppe nazionali | Coppe continentali | Coppe continentali | Coppe continentali | Altre coppe | Altre coppe | Altre coppe | Totale | Totale | Totale |
| Stagione        | Squadra         | Comp            | Pres       | Reti       | Comp            | Pres            | Reti            | Comp               | Pres               | Reti               | Comp        | Pres        | Reti        | Pres   | Reti   |        |
| --------------- | --------------- | --------------- | ---------- | ---------- | --------------- | --------------- | --------------- | ------------------ | ------------------ | ------------------ | ----------- | ----------- | ----------- | ------ | ------ | ------ |
| 2015-feb. 2016  | Vojvodina       | SL              | 6          | 0          | KS              | 1               | 0               | UEL                | 1                  | 0                  | -           | -           | -           | 8      | 0      |        |
| 2016-2017       | Ural            | PL              | 20         | 0          | CR              | 2               | 0               | -                  | -                  | -                  |             | -           | -           | 22     | 0      |        |
| 2017-2018       | Ural            | PL              | 1          | 0          | CR              | 1               | 0               | -                  | -                  | -                  |             | -           | -           | 2      | 0      |        |
| Totale Ural     | Totale Ural     | Totale Ural     | 21         | 0          |                 | 3               | 0               |                    | -                  | -                  |             | -           | -           | 24     | 0      |        |
| Totale carriera | Totale carriera | Totale carriera | 27         | 0          |                 | 4               | 0               |                    | 1                  | 0                  |             | -           | -           | 32     | 0      |        |